# Mass Appeal: Best of Gang Starr
Mass Appeal: The Best Of Gang Starr é um álbum dos melhores êxitos do grupo de Hip Hop, Gang Starr, lançado pelo selo Virgin/EMI Records em 26 de dezembro de 2006. É o primeiro lançamento após a saída do grupo da Virgin Records e é nomeado sobre o nome do hit de sucesso, "Mass Appeal", que é uma das dezoito faixas desse álbum. A versão de edição limitada contém duas faixas bônus no primeiro disco, e um disco bônus com 11 vídeos clipes em formato DVD. Os vídeo clipes foram retirados a partir dos álbuns do Gang Starr excluíndo No More Mr. Nice Guy, e estão relacionados em ordem cronológica. As faixas do primeiro disco não estão em ordem cronológica, mas foram retiradas de todos os álbuns. Mass Appeal: Best of Gang Starr se difere da primeira compilação Greatest Hits do Gang Starr, nomeada Full Clip: A Decade of Gang Starr, uma vez que contém um disco bônus de vídeos clipes e faixas do álbum The Ownerz. Também não existe faixas inéditas, o álbum aparece somente com duas faixas bônus.

## Faixas
| #  | Título                      | Produtor(es)     | Artista(s)                    | Tempo |
| -- | --------------------------- | ---------------- | ----------------------------- | ----- |
| 1  | "Manifest"                  | DJ Premier, Guru | Guru                          | 4:50  |
| 2  | "Step In The Arena"         | DJ Premier, Guru | Guru                          | 3:32  |
| 3  | "Put Up Or Shut Up"         | DJ Premier, Guru | Guru, Krumbsnatcha            | 3:15  |
| 4  | "Skills"                    | DJ Premier, Guru | Guru                          | 3:17  |
| 5  | "Code Of The Streets"       | DJ Premier, Guru | Guru                          | 3:29  |
| 6  | "Ex Girl To Next Girl"      | DJ Premier, Guru | Guru                          | 4:38  |
| 7  | "Soliloquy Of Chaos"        | DJ Premier, Guru | Guru                          | 3:14  |
| 8  | "The Militia"               | DJ Premier, Guru | Big Shug, Guru, Freddie Foxxx | 4:47  |
| 9  | "Above The Clouds"          | DJ Premier, Guru | Guru, Inspectah Deck          | 3:44  |
| 10 | "Check The Technique"       | DJ Premier, Guru | Guru                          | 3:53  |
| 11 | "Royalty"                   | DJ Premier, Guru | Guru, K-Ci & JoJo             | 4:11  |
| 12 | "Lovesick"                  | DJ Premier, Guru | Guru                          | 3:23  |
| 13 | "Take It Personal"          | DJ Premier, Guru | Guru                          | 3:02  |
| 14 | "Now You're Mine"           | DJ Premier, Guru | Punch                         | 2:55  |
| 15 | "Just To Get A Rep"         | DJ Premier, Guru | Guru                          | 2:37  |
| 16 | "B.Y.S."                    | DJ Premier, Guru | Guru                          | 3:05  |
| 17 | "Mass Appeal"               | DJ Premier, Guru | Guru                          | 3:37  |
| 18 | "DWYCK"                     | DJ Premier, Guru | Guru, Nice & Smooth           | 4:05  |
| 19 | "Natural" (faixa bónus)     | DJ Premier, Guru | Guru                          | 2:45  |
| 20 | "Tha Squeeze" (faixa bónus) | DJ Premier, Guru | Guru                          | 3:28  |

### Vídeo clipes bónus em DVD
| #  | Título                     | Álbum                             | Artista(s)                    | Tempo |
| -- | -------------------------- | --------------------------------- | ----------------------------- | ----- |
| 1  | "Step In The Arena"        | Step In The Arena                 | Guru                          | 3:32  |
| 2  | "Just To Get A Rep"        | Step In The Arena                 | Guru                          | 2:37  |
| 3  | "Ex Girl To The Next Girl" | Daily Operation                   | Guru                          | 4:38  |
| 4  | "Take It Personal"         | Daily Operation                   | Guru                          | 3:02  |
| 5  | "Code Of The Streets"      | Hard To Earn                      | Guru                          | 3:29  |
| 6  | "Mass Appeal"              | Hard To Earn                      | Guru                          | 3:37  |
| 7  | "The Militia"              | Moment Of Truth                   | Big Shug, Guru, Freddie Foxxx | 4:47  |
| 8  | "Full Clip"                | Full Clip: A Decade of Gang Starr | Guru                          | 3:37  |
| 9  | "Discipline"               | Full Clip: A Decade of Gang Starr | Guru, Total                   | 4:17  |
| 10 | "Nice Girl, Wrong Place"   | The Ownerz                        | Guru                          | 3:33  |
| 11 | "Skills"                   | The Ownerz                        | Guru                          | 3:20  |

## Quadro de posições do álbum
| Ano  | Álbum                               | Quadro de posições | Quadro de posições     | Quadro de posições |
| Ano  | Álbum                               | Billboard 200      | Top R&B/Hip Hop Albums |                    |
| 2006 | Mass Appeal: The Best Of Gang Starr | -                  | -                      |                    |